# Henry Forster
Henry William Forster (ur. 31 stycznia 1866, zm. 15 stycznia 1936) – brytyjski polityk, członek Partii Konserwatywnej, w latach 1920–1925 gubernator generalny Australii.

## Życiorys

### Rodzina
Był synem majora John Forstera i Emily Jane Case, córki Johna Ashtona Case’a. Pochodził z hrabstwa Kent, ukończył Eton College i New College na Uniwersytecie w Oksfordzie. W młodości był zapalonym krykiecistą, a następnie udzielał się w tej dyscyplinie sportu jako działacz. 3 czerwca 1890 r. poślubił Rachel Douglas-Scott-Montagu (ok. 1870 – 12 kwietnia 1962), córkę Henry’ego Douglasa-Scotta-Montagu, 1. barona Montagu of Beaulieu, i Cecily Stuart-Wortley-Mackenzie, córki 2. barona Wharncliffe. Henry i Rachel mieli razem dwóch synów i dwie córki:
- Dorothy Charlotte Forster, żona Harolda Lubbocka i Johna Pease’a, 1. barona Wardington, miała dzieci z obu małżeństw
- Emily Rachel Forster, żona kapitana George’a Foksa-Pitta-Riversa, miała dzieci
- podporucznik John Forster (13 maja 1893 – 14 września 1914), służył w Królewskim Korpusie Strzeleckim, zginął podczas I wojny światowej
- porucznik Alfred Henry Forster (7 lutego 1898 – 10 marca 1919), służył w 2 pułku dragonów Royal Scots Greys, zmarł z ran odniesionych podczas I wojny światowej

### Kariera polityczna
Od 1892 r. zasiadał w Izbie Gmin jako reprezentant okręgu Sevenoaks. W 1918 r. zmienił okręg wyborczy na Bromley. Podczas I wojny światowej stracił swoich dwóch synów. W 1919 r. został podniesiony do godności barona Forster i tym samym uzyskał miejsce w Izbie Lordów. Rok później mianowano go gubernatorem generalnym Australii. Była to pierwsza nominacja w historii tego urzędu, na którą rząd australijski miał istotny wpływ. Lord Forster był trzecim kandydatem przedstawionym premierowi Billy’emu Hughesowi po tym, jak odrzucił dwie inne kandydatury. Hughes zgodził się na Forstera, ponieważ uważał go za skromnego polityka, którym dość łatwo da się manipulować. Ponadto jego powszechnie znane zamiłowanie do sportu dobrze wpisywało się w preferowany w Australii styl życia. Wkrótce po otrzymaniu nominacji, 28 czerwca 1920 r., lord Forster otrzymał Krzyż Wielki Orderu św. Michała i św. Jerzego.
Był pierwszym gubernatorem generalnym, który wydawał się być całkowicie pogodzony z głównie ceremonialną rolą, jaką przyszło mu wypełniać. Nie starał się angażować w rozgrywki polityczne, za to poświęcał się podróżom po kraju, podczas których brał udział w imprezach charytatywnych, otwierał szpitale i odsłaniał pomniki. Zyskał tym sporą popularność w społeczeństwie, choć jego rzeczywista rola ustrojowa była minimalna. Po upływie swojej kadencji w 1925 r. opuścił Australię i wraz z żoną osiadł w okolicach Southampton, gdzie przeżył jeszcze 11 lat.